# 杏林也瘋狂
《主题医院》是一个模擬經營类的单机電腦遊戲，由牛蛙工作室開發，由美商藝電在1997年發行，玩家需要在遊戲內設計和經營一間醫院。与牛蛙的其他遊戲一樣，《主题医院》充滿了很多古怪和幽默。

## 基本資訊
遊戲要求玩家建立和經營一間醫院，當中要應付病人的投訴、疾病、緊急情況和傳染病等情況。玩家在遊戲中只能影響他們的行動，而不能直接控制他們。不過，玩家能隨意調動和移動所有的職員、物件和房間，而且可以趕走任何病人。
每關都會有一間空的醫院給玩家設計，並且要達到遊戲中聲望、財政、治癒人數、治癒人數的百分比和價值的要求。要求達成後可以選擇跳進下一個關卡。

## 玩法
在每關的遊戲中，玩家都要購買和放置房間與物件，還要聘用醫生、護士、清潔工和接待員，以維持營運暢順。有些房間一定要有（如一般診療室），一些則要研究部門研發後才會有（如掃瞄儀）。如果涉及機器的話，那些機器則要清潔工定期維護。
開幕後，病人要被醫院的聲望和診金吸引，玩家需要治癒他們以達成遊戲要求。一些虛構的疾病例如舌頭鬆弛症，一定要經過研究部門成功研發治療器後才可治理。遊戲的後期，醫院會出現傳染病，玩家要治癒受感染的病人和保護未受感染的人。有時也會出現緊急情況，玩家要在限定時間內治癒有關的病人。而地震的出現，則會損壞醫療儀器，有機會引起爆炸。
而每年的年尾，遊戲會根據玩家表現，給予玩家一些獎項或懲罰。

### 員工
一間醫院的成功，很大程度上取決於員工的質素。遊戲中的員工分為四大類，分別是醫生、護士、清潔工和接待員。
醫生在遊戲中負責診斷和治療病人，而擁有外科技能的可執行手術；擁有精神病技能的可治療和精神病相關的疾病（如手心出汗症）；擁有研發技能的則可研發和改良新儀器或藥物。所以，他們的工资會比其他三類的人高。護士在遊戲中負責管理藥房、病房和骨折診所，還可以免疫病人。清潔工則負責灌溉盆栽、維修機器和清理垃圾。
員工的快樂度會受他們的疲倦度和溫暖度影響（接待員除外）。要使他們滿足，在這兩方面都要關注。員工的休息室可以降低員工的疲倦度，而放置暖爐則可增加員工的溫暖度。如果員工經常工作過量或這兩方面不滿足的話，他們會威脅加薪，否則會離職。

### 微觀管理
微觀管理在遊戲中經常出現，這影響到醫院的效率和聲望。玩家要注意房間的佈局，這樣可以減少醫生處理一項工作的時間，和達到病人的期望。這些包括維持房間溫度，避免過冷或過熱、保持環境清潔、提供足夠的座位和飲料機、設立洗手間等。有時，玩家需要人手調動員工（即是提起他們），以處理當前的問題（例如清理嘔吐物），否則問題會等很久才被處理。同時，玩家也可以轉送病人往其他醫院，甚至趕走他們，以維持低死亡率。死亡率高的話，會影響醫院形象。
財政上的管理也很重要，玩家可以改變每項治療的價格。提高價格可以增加收入，但也可以降低病人到訪的數量和醫院形象。而玩家也可把暖爐放在病人身邊，令他們感到太熱而要買飲品，從而增加收入。

## 隱藏的幽默
遊戲中有著隱藏關卡的存在，如果打老鼠的數量累積至一定次數就會進入，在隱藏關裡無法做任何經營，只有無數的老鼠四處奔走讓玩家打個痛快。此外，如果在遊戲中使用密技增加資金的話，醫院的廣播會大聲唸出『醫院的負責人是個騙子』，做為作弊的代價。即便是在平时，如果医院的管理不够完善，病人候诊时间过长导致过至少一次的死亡，广播中就会播放：“请病人不要死在走廊上。”
在游戏的开头动画中，医生正在玩的游戏是牛蛙的作品《地下城守护者》，并且在医院的候诊大厅里，《地下城守护者》和《暴力辛迪加》中的角色在排队等待看病。

## 开源克隆
主题医院有多种开源克隆的引擎，如OpenTH和CorsixTH，另有一个反向工程的文件格式百科。其中有一些引擎可以跨平台运行，也有些可以提供更好的画质。

### 文件格式维基
通过反向工程，Alexander Gitter研究了主题医院的文件格式，并且在这个维基中写下了文档。这个维基旨在于收集一切制作开源引擎所需的信息。

### OpenTH
于2008年9月2日，OpenTH项目基于文件格式定义开始了一轮全新的开源克隆实现。OpenTH由C++和Lua写成，以GNU GPL协议发布。项目已在2011年10月停止（博客停止更新，论坛无法访问）。

### CorsixTH
开始于2009年7月24日，CorsixTH成为了另一个尝试制作主题医院的现代克隆的项目（代码基础为OpenTH）。同样由C++和Lua开发，CorsixTH的编程更倾向于使用Lua，而许可证也改为了MIT许可证。第一次的发布名为Playable Beta 1，发布于2009年12月24日；目前的稳定版0.50 （页面存档备份，存于）发布于2015年8月31日。新版本发布、Bug报告与修复位于GitHub （页面存档备份，存于）。
使用CorsixTH需要原版游戏的资源文件，可以是来自一个磁盘映像，也可以来自原版光盘（仍然可以在GOG网站购买）。使用原版游戏的DEMO版本也可以，但将会导致研究等高级功能不可用。开发者正在制作一个更好的游戏图形界面 （页面存档备份，存于）来取代资源包内的默认界面。

## 外部連結
- 論壇和資源 （页面存档备份，存于）
- MobyGames上的杏林也瘋狂 （页面存档备份，存于）
- GameSpot上的杏林也瘋狂 （页面存档备份，存于）
- 遊戲基地上的杏林也瘋狂 （页面存档备份，存于）
- GOG上的主题医院 （页面存档备份，存于）